# Hirasea insignis
Hirasea insignis é uma espécie de gastrópode da família Endodontidae.
É endémica do Japão.